# Stazione di Biasca Borgo
La stazione di Biasca Borgo è stata una stazione ferroviaria della ferrovia Biasca-Acquarossa, chiusa il 29 settembre 1973. Era a servizio del comune di Biasca.

## Strutture e impianti
Era costituita da un fabbricato viaggiatori e un binario per la circolazione dei treni. Ad oggi il binario è stato smantellato ed è stato convertito in una strada pedonale mentre la stazione è stata demolita.